# Eufonius
Gli Eufonius sono un gruppo rock progressivo giapponese, che debuttarono l'11 ottobre 2003, con l'uscita del loro primo album, intitolato Eufonius, che era anche una pubblicazione indipendente. Nel corso degli anni, la band scrisse diverse canzoni per anime e videogiochi come Kasimasi ~Girl Meets Girl~, Himawari!, Noein, True Tears, Shinkyoku Sōkai Polyphonica, e la visual novel Clannad. Il gruppo è formato da Riya, che si occupa del testo e della voce, Hajime Kikuchi che suona la tastiera e si occupa della composizione e del arrangiamento, a volte anche della lirica e infine da Masashi Ōkubo come membro di supporto.
Nel maggio 2011 hanno collaborato con la cantante Ceui e Odaka Kotaro al singolo Hoshizora no Fantasy sotto il nome di Ceuifonius.

## Formazione
- Riya, testi e voce
- Hajime Kikuchi Kikuchi Hajime (出山 利三?), composizione e arrangiamenti (tastiera), testi
- Masashi Ōkubo Ōkubo Masashi (大久保 将?) (a supporto)

## Discografia
- 2003 – Eufonius (Frequency→e)
- 2005 – Eufonius+ (Frequency→e)
- 2006 – Subarashiki Sekai (スバラシキセカイ?) (King Records)
- 2007 – Σ (Frequency→e)
- 2007 – Metafysik (Lantis)
- 2008 – Metro Chrome (Frequency→e)
- 2009 – Nejimaki Musica (Frequency→e)
- 2009 – Ao no Scape (碧のスケープ?) (Lantis)
- 2010 – Nejimaki Musica 2 (Frequency→e)